# Élie Halévy
Élie Halévy (Étretat, 6 de septiembre de 1870-Sucy-en-Brie, 21 de agosto de 1937) fue un filósofo e historiador liberal francés, especializado en el Reino Unido.

## Biografía
Élie Halévy era hijo de Ludovic Halévy, un célebre libretista de ópera de origen judío, autor en particular de libretos para Jacques Offenbach, y de Louise Breguet, hija de una dinastía de relojeros protestantes. Élie y su joven hermano Daniel  (1872-1962), también un futuro ensayista e historiador, crecieron en Montmartre, rodeados de intelectuales y artistas, en el seno de la religión protestante de su madre.
Brillante alumno del Liceo Condorcet, se interesó en el estudio de la filosofía y obtuvo un primer premio en el concurso general. En 1890 entró en la Escuela normal superior, donde frencuentó a Xavier Léon, Célestin Bouglé, el futuro filósofo Alain, Léon Brunschvicg y Dominique Parodi. El año de la agregación, reflexionó en particular sobre Platón, lo que lo condujo a publicar en 1896 una obra sobre la teoría platónica del saber. Fundó con Xavier Léon la Revue de Métaphysique et de Morale, que comienza a aparecer en 1893.
En 1901 hizo su doctorado sobre «formación del radicalismo filosófico», un estudio sobre Jeremy Bentham y el utilitarismo.
A partir de 1892 Halévy, por petición de Émile Boutmy, comenzó a dar un curso en la Escuela libre de ciencias políticas sobre «La evolución de las ideas políticas en Inglaterra durante el siglo XIX». En 1900 le confiaron un segundo curso sobre el desarrollo del socialismo. Sus cursos sobre Inglaterra dieron lugar a sus dos principales obras: La Formation du radicalisme philosophique / La formación del radicalismo filosólfico (1901-1904) y la 'Histoire du peuple anglais au siècle XIX / Historia del pueblo inglés en el siglo XIX (1912-1932).
Durante la I Guerra Mundial, demasiado viejo ya para ser movilizado, se ofreció voluntario como enfermero, y se le destinó a Chambéry, donde vivió  « en el clericalismo de ambulancia » (carta del 17 de noviembre de 1914). Su correspondencia con Alain y con Xavier Léon, donde se revela como un observador agudo y a menudo profético, ha sido parcialmente publicada (Paris, Gallimard, 1957).

## Influencia
Élie Halévy estuvo a la vez preocupado por ideas sociales y próximo al liberalismo. Sobre este punto su posición estuvo próxima a la de Graham Wallas, del cual fue amigo tras la guerra del catorce. Si Graham Wallas contribuyó a alejar a Walter Lippmann del socialismo, Élie Halévy desempeñó un papel similar en la evolución de Raymond Aron.
Como Graham Wallas, estaba a favor del libre cambio. Raymond Aron nota en sus memorias que él le habría confiado que « solo el librecambista tiene el derecho de decirse pacífico ». Desde la guerra de 1914, le fue ofrecido un puesto en la Sociedad de Naciones que rehusó para consagrarse a concluir su historia de Inglaterra en el siglo XIX. Dio sus conferencias en el Royal Institute of International Affairs, un think tank inglés especializado en relaciones internacionales.
En 1936 fue uno de los primeros en aproximar el fascismo y el comunismo en sus conferencias en la Sociedad Francesa de Filosofía, publicadas en 1938 bajo el título de la ’Ère des tyrannies / Era de las tiranías. Tres miembros de la Asociación de amigos de Élie Halévy, presidida por Célestin Bouglé, participaron en 1938 en el Coloquio Walter Lippmann: Raymond Aron, Robert Marjolin y Étienne Mantoux.
Su obra influyó especialmente al pensador español Antonio Escohotado.

## Obras

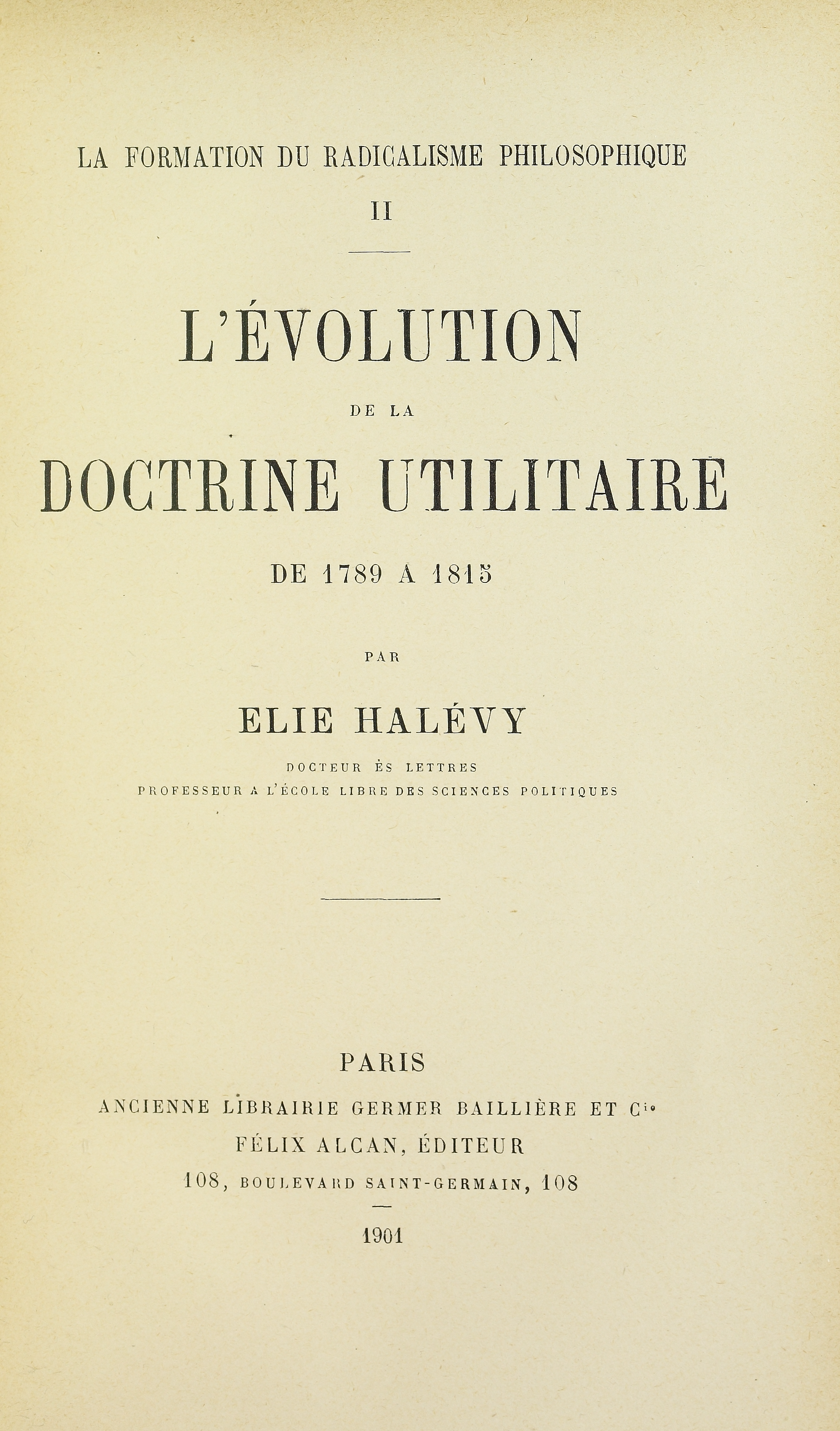
Évolution de la doctrine utilitaire, 1901

- 1896, La Théorie platonicienne des sciences, 1896, Félix Alcan, Paris 1896.
- 1901-1904, La Formation du radicalisme philosophique
  - 1901, La Jeunesse de Bentham 1776-1789
  - 1901, L’Évolution de la doctrine utilitaire de 1789 à 1815
  - 1904, Le Radicalisme philosophique
- 1913-1923, Histoire du peuple anglais au XIXe siècle, 3 vols. y uno más póstumo de 1947
  - 1913, L’Angleterre en 1815
  - 1923, Du lendemain de Waterloo à la veille du Reform bill
  - 1923, De la crise du Reform Bill à l’avènement de Sir Robert Peel : 1830-1841
  - 1946, Le Milieu du siècle : 1841-1852
- 1926, Épilogue 1. Les impérialistes au pouvoir : 1895-1914
- 1932, Épilogue 2. Vers la démocratie sociale et vers la guerre : 1895-1914
- 1938, L’Ère des tyrannies, pref. de Célestin Bouglé, nueva edición, Gallimard 1990.
- 1948, Histoire du socialisme européen redactado a partir de notas de sus cursos por antiguos estudiantes: Raymond Aron, Robert Marjolin, Jean-Marcel Jeanneney, Pierre Laroque.

### Obras
- Œuvres complètes, vol. 1, Correspondance et écrits de guerre (1914-1919), dirigida por Vincent Declert y Marie Scot, Les Belles Lettres, 2016
- Œuvres complètes, vol. 2, L'Ère des tyrannies. Études sur le socialisme et la guerre, dir. por Vincent Declert y Marie Scot, Les Belles Lettres, 2016
- Œuvres complètes, vol. 3, Histoire du socialisme européen, dir. por Vincent Declert y Marie Scot, Les Belles Lettres, 2016